# Arteria centralis retinae
Die Arteria centralis retinae, auch Zentralarterie des Auges genannt, ist eigentlich eine Arteriole. Sie entspringt der Arteria ophthalmica, verläuft dann im Sehnerv (Nervus opticus) bis zu dessen Papille (blinder Fleck), wo sie sich meist in vier Äste teilt. Sie ist eine Endarterie und für die Versorgung der inneren Schichten der Netzhaut mit Sauerstoff und Nährstoffen verantwortlich. Ihr Verschluss kann zu einer sogenannten Amaurosis fugax führen. Die äußeren Schichten der Netzhaut (v. a. die Photorezeptoren) werden über das Blutgefäßsystem der Aderhaut (Choroidea) versorgt.
Die Arteria hyaloidea ist ein Endast der Arteria centralis retinae, der während der Embryonalentwicklung die sich entwickelnde Linse mit Nährstoffen versorgt und sich noch vor der Geburt zurückbildet.